# Zandskinken
Zandskinken of zandvissen (Scincus) vormen een geslacht van hagedissen uit de familie skinken (Scincidae).

## Naam en indeling
De wetenschappelijke naam van de groep werd voor het eerst voorgesteld door Josephus Nicolaus Laurenti in 1768. Er zijn vier soorten, de soort Scincus albifasciatus werd vroeger als ondersoort gezien van de apothekersskink (Scincus scincus).
De wetenschappelijke geslachtsnaam Scincus komt uit het Oudgrieks σκίγκος (skínkos) en was de naam voor een soort 'hagedis' die voorkwam in Afrika en het Oosten.

## Verspreiding en habitat
Alle soorten zijn typische woestijnbewoners die in zanderige en duin-achtige streken leven waar het heet en droog is. Zandvissen komen voor van Arabië tot de Saharawoestijn. Ze zijn te vinden in de landen Algerije, Bahrein, Egypte, Irak, Iran, Israël, Jemen, Jordanië, Koeweit, Libië, Mali, Mauritanië, Marokko, Niger, Nigeria, Oman, Pakistan, Qatar, Saoedi-Arabië, Senegal, Soedan, Syrië, Tunesië en de Verenigde Arabische Emiraten.
De habitat bestaat uit zanderige gebieden met een losse bodem. Alle soorten zijn goede gravers die snel door het zand kunnen 'zwemmen' door met de poten tegen het lichaam slang-achtige bewegingen te maken.
Door de internationale natuurbeschermingsorganisatie IUCN is aan drie soorten een beschermingsstatus toegewezen. Twee soorten worden als 'veilig' gezien (Least Concern of LC) en een soort als 'onzeker' (Data Deficient of DD).

## Taxonomie
Het geslacht omvat de volgende soorten, met de auteur en het verspreidingsgebied.
| Naam                                     | Auteur          | Verspreidingsgebied |
| ---------------------------------------- | --------------- | --- |
| Scincus albifasciatus                    | Boulenger, 1890 | Algerije, Mauritanië, Senegal, Westelijke Sahara |
| Hemprichs zandskink (Scincus hemprichii) | Wiegmann, 1837  | Jemen |
| Oostelijke zandskink (Scincus mitranus)  | Anderson, 1871  | Iran, Jemen, Koeweit, Oman, Pakistan, Qatar, Saoedi-Arabië, Verenigde Arabische Emiraten                                                                                                |
| Apothekersskink (Scincus scincus)        | Linnaeus, 1758  | Bahrein, Egypte, Irak, Iran, Israël, Jemen, Jordanië, Koeweit, Libië, Mali, Marokko, Niger, Nigeria, Oman, Saoedi-Arabië, Senegal, Soedan, Syrië, Tunesië, Verenigde Arabische Emiraten |